# 戴维·史密斯 (硬地滚球运动员)
戴维·史密斯（英語：David Smith，1989年3月2日—），英国男子硬地滚球运动员。他曾代表英国参加2008年、2012年、2016年和2020年夏季残疾人奥林匹克运动会硬地滚球比赛，获得三枚金牌、一枚银牌和一枚铜牌。